# Cây và bụi cây (loạt tranh của Van Gogh)

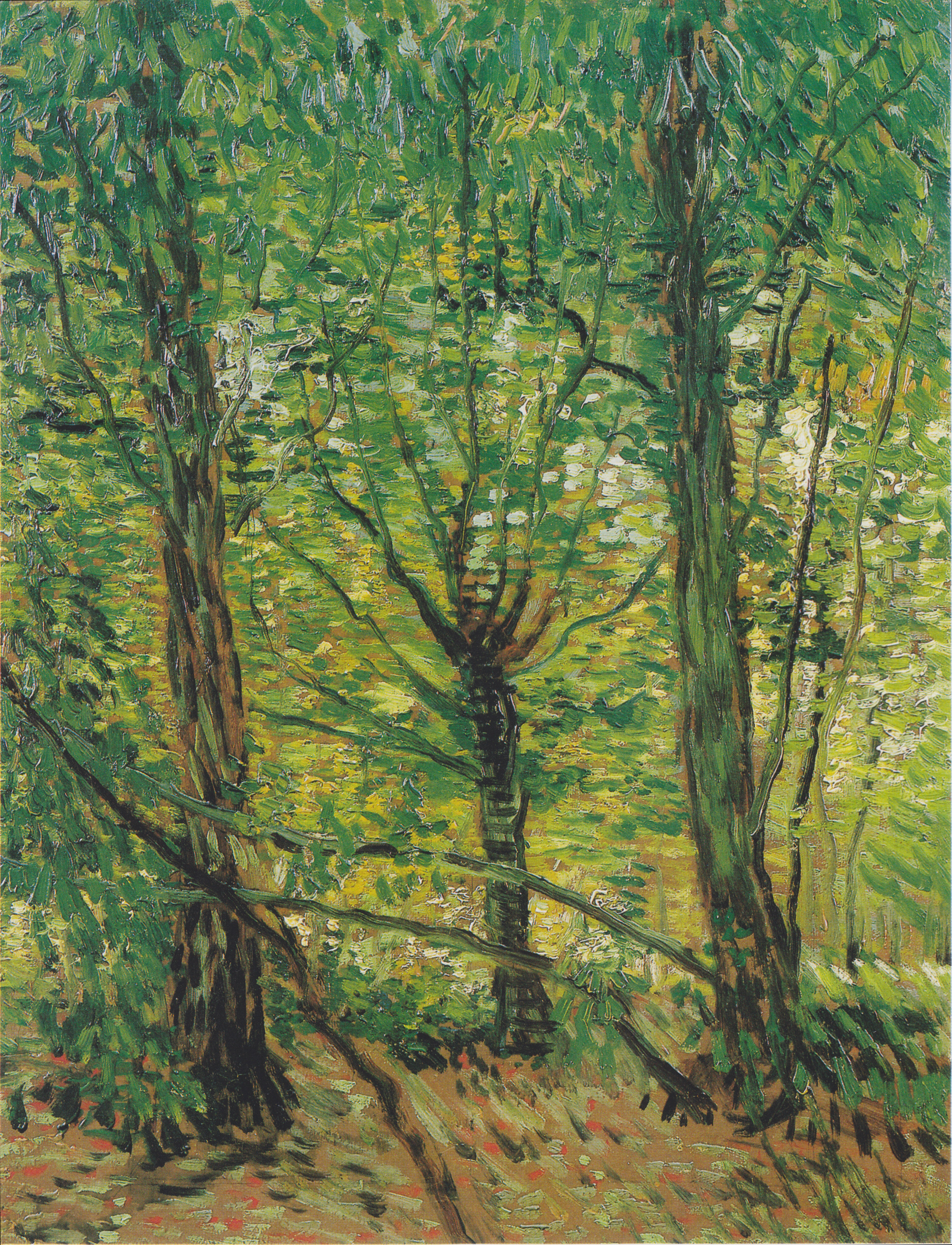
Cây và bụi cây, 1887, Van Gogh, Amsterdam (F307)

Cây và bụi cây là chủ đề của các bức tranh mà Vincent van Gogh vẽ tại Paris, Saint-Rémy và Auvers, trong khoảng từ năm 1887 đến năm 1890. Van Gogh đã vẽ một số bức tranh về bụi cây, một dòng tranh được gọi là "sous-bois"-đang nổi lên trong giới họa sĩ của trường phái Barbizon và trường phái Ấn tượng. Các tác phẩm từ loạt tranh này đã sử dụng thành công các sắc độ của màu sắc và ánh sáng khi miêu tả cảnh rừng hoặc khu vườn. Van Gogh đã chọn một trong những bức tranh Saint-Rémy của ông, Thường xuân (F609) cho triển lãm Brussels Les XX năm 1890.

## Dòng tranhSous-bois
Dòng tranh vẽ cảnh rừng, hoặc "sous-bois" -trong tiếng Pháp có nghĩa là bụi cây, là phổ biến với các họa sĩ của trường phái Barbizon và Ấn tượng.
Thay vì vẽ phong cảnh từ xa như họa sĩ truyền thống, các họa sĩ địa phương thế kỷ 19 trèo lên hoặc đi vào trong rừng để có cái nhìn cận cảnh về cảnh rừng. Những bức tranh của dòng sous-bois, gợi lên những tán cây và cỏ, thường được vẽ theo chiều dọc trên canvas, trái ngược với vẽ theo chiều ngang khi miêu tả cảnh quan rộng lớn. Trong sous-bois, bầu trời hầu như không thể nhìn thấy, chỉ có một thoáng của bầu trời đôi khi lấp ló qua các nhánh cây. Thể loại tác phẩm này thì rất hiếm trước thế kỷ 19 khi các nghệ sĩ của trường phái Barbizon vẽ tranh các khu rừng ở vùng Fontainebleau của Pháp. Đến gần với chủ thể của bức tranh, các họa sĩ vẽ sous-bois ghi lại trải nghiệm của họ trong cảnh rừng. Trong tiếng Đức, bức tranh vẽ cảnh trong khu rừng được gọi là Waldinneres, có nghĩa là không gian rừng khép kín.

## Paris
Trong bức tranh Cây và bụi cây (F309a) Van Gogh miêu tả cách ánh sáng chiếu xuống, xuyên qua tán cây tới những cây ở tầng thấp với những điểm nổi bật bằng màu trắng, vàng và đỏ. Hiệu ứng của ánh sáng và bóng râm tạo ra nhiều sắc thái xanh cho lá cây mà van Gogh vẽ bằng những nét vẽ ngắn trên canvas. Đường chân trời được vẽ bởi một nét màu vàng, có lẽ là gợi ra một khoảng trống trong rừng qua các thân cây và tán lá.

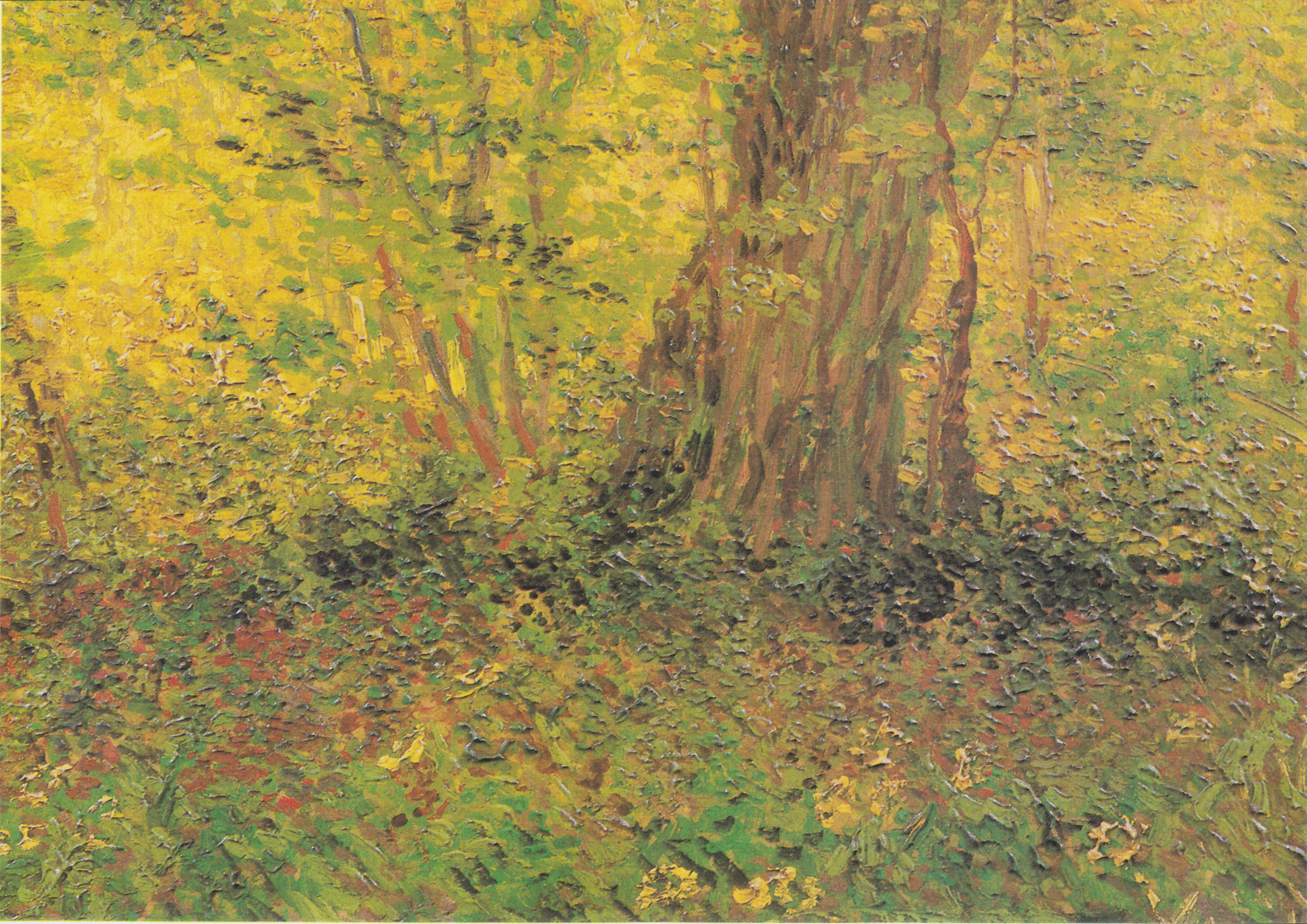
Bụi cây, 1887, Centraal Museum, Utrecht, Netherlands (F306)
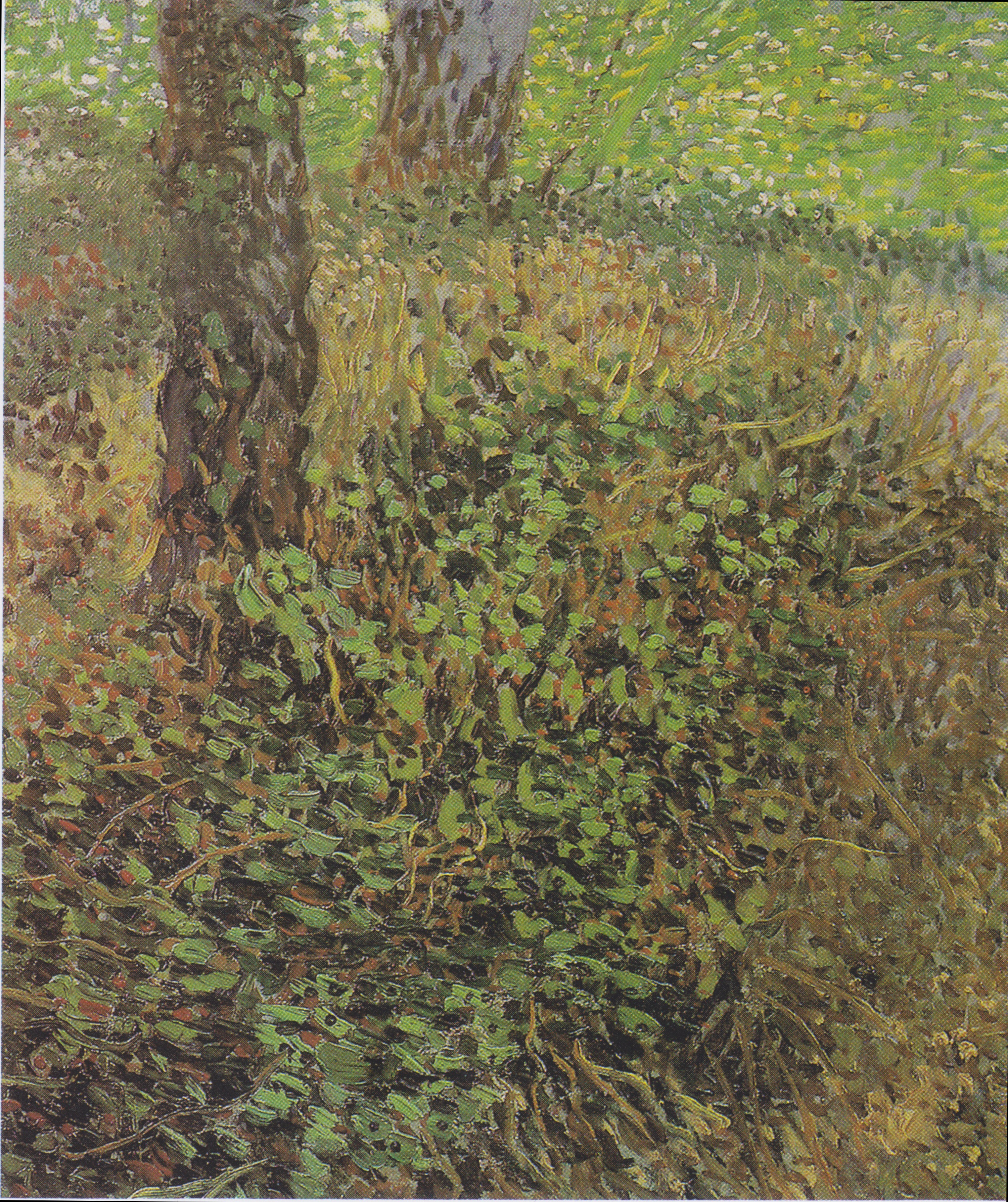
Bụi cây, 1887, Van Gogh Museum, Amsterdam (F308)
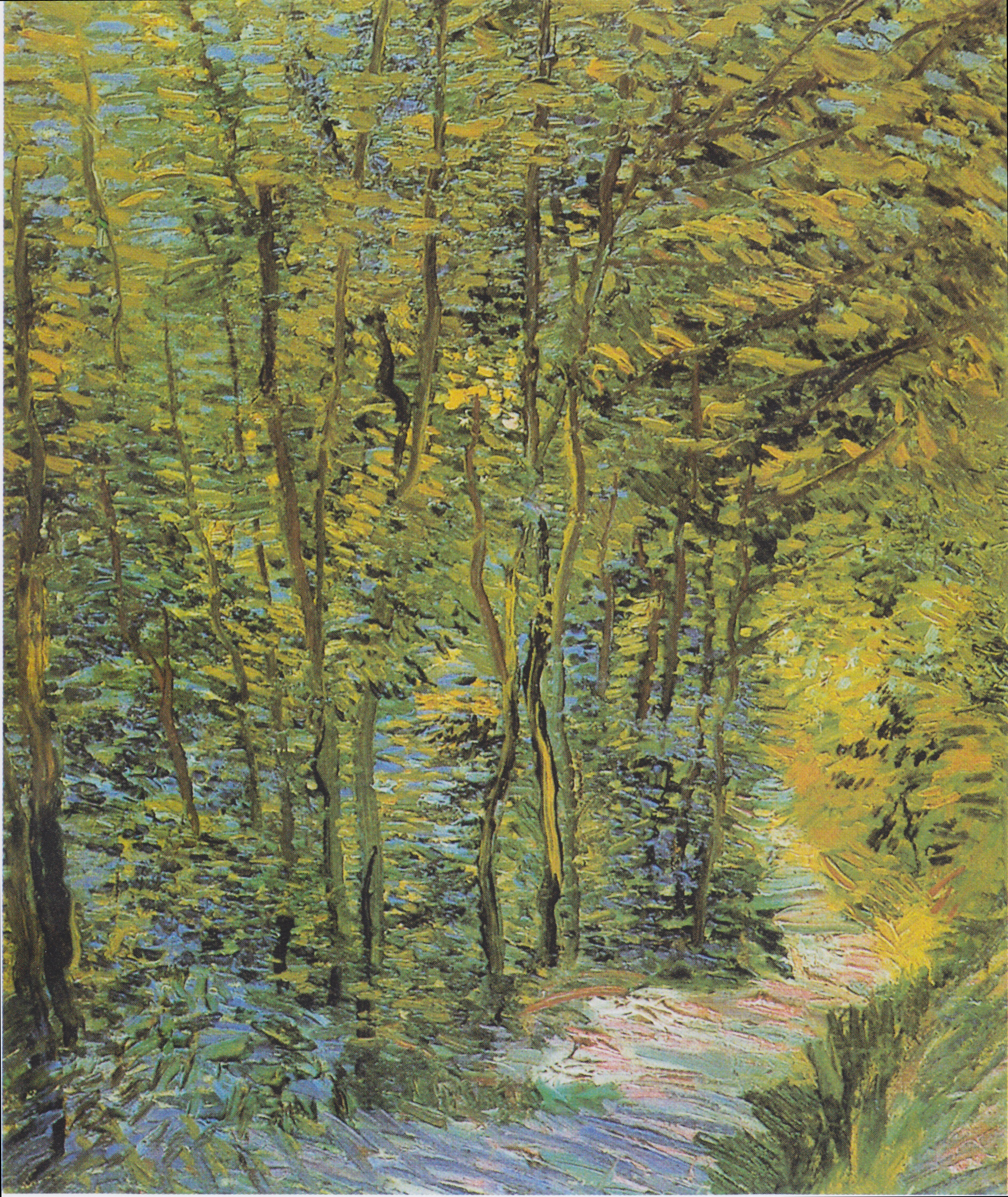
Đường rừng, 1887, Bảo tàng Van Gogh, Amsterdam (F309)
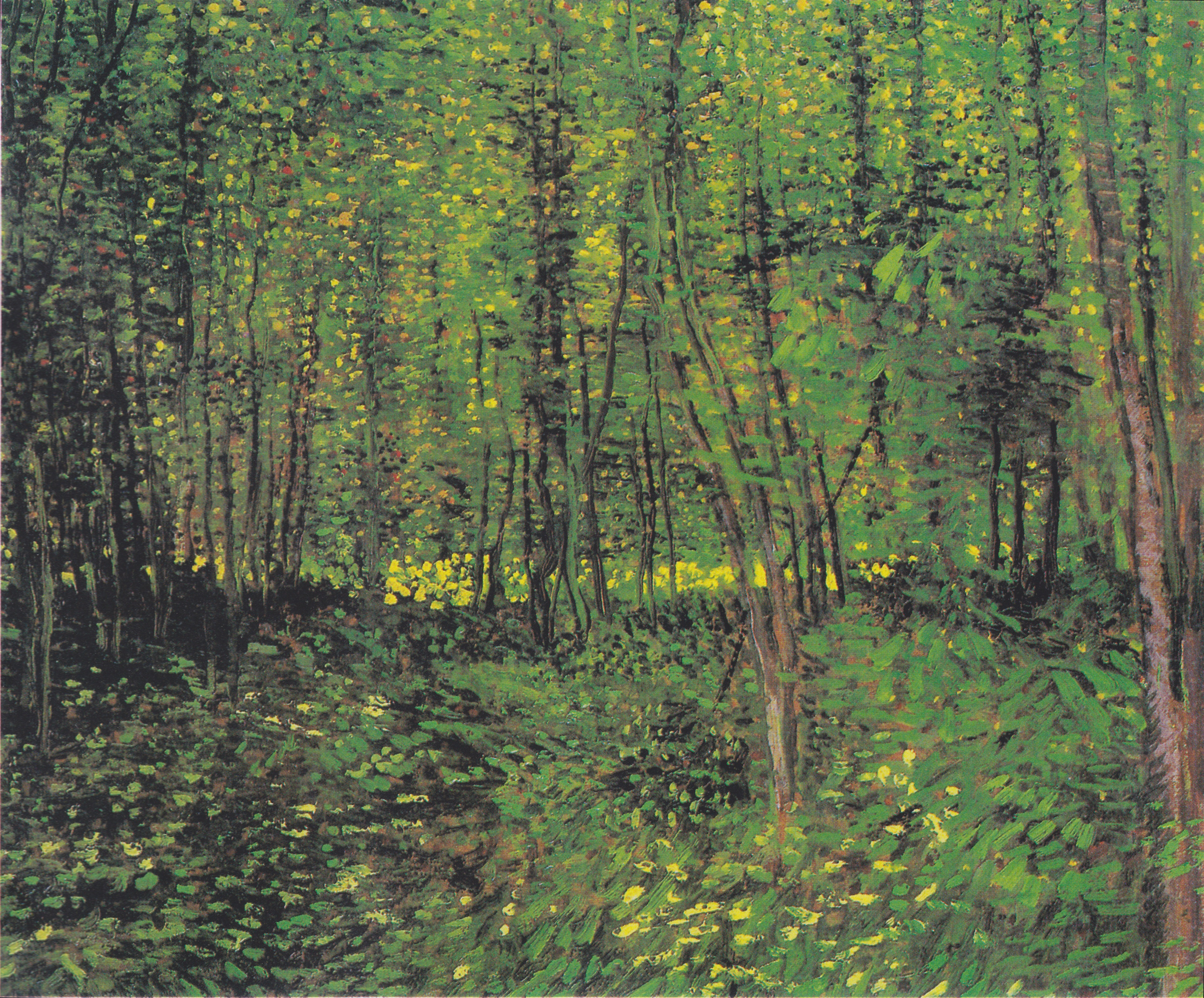
Cây và bụi cây, 1887, Bảo tàng Van Gogh, Amsterdam (F309)

## Saint-Rémy
Van Gogh khi khám phá khuôn viên của nhà thương tại Saint-Rémy, ông đã tìm thấy một khu vườn mọc um tùm. Ông ấy viết, "Từ lúc anh ở đây, anh đã có đủ tác phẩm vẽ khu vườn phát triển xanh tốt với những cây thông lớn vươn lên trên, phía dưới đó là thảm cỏ mọc cao và ít chăm sóc, lẫn với tất cả các loại ốc sên nữa." Các bức tranh được vẽ dưới tán những cây lớn với thường xuân bám quanh.
Bảo tàng Van Gogh viết về Bụi cây và thường xuân (F745): "Hiệu ứng ánh sáng và bóng râm tạo ra một mẫu hình gần như là trừu tượng, với những vệt màu phủ toàn bộ bề mặt của tấm canvas." ). Bức Bụi cây và thường xuân thứ hai cũng tả những bụi cây bên dưới các tán cây. Tranh được vẽ với những nét vẽ ngắn, tạo nên một hình ảnh mờ ảo và cũng cho thấy những vệt ánh sáng chiếu xuyên qua những cây rợp bóng.
Thường xuân, tên gốc là Le Lierre là một bức tranh van Gogh được vẽ vào tháng 5 năm 1889. Ông dùng bức tranh cùng với phiên bản đầu tiên trong tuyển tập tác phẩm của mình để trưng bày tại triển lãm Les XX, Brussels, vào năm 1890.

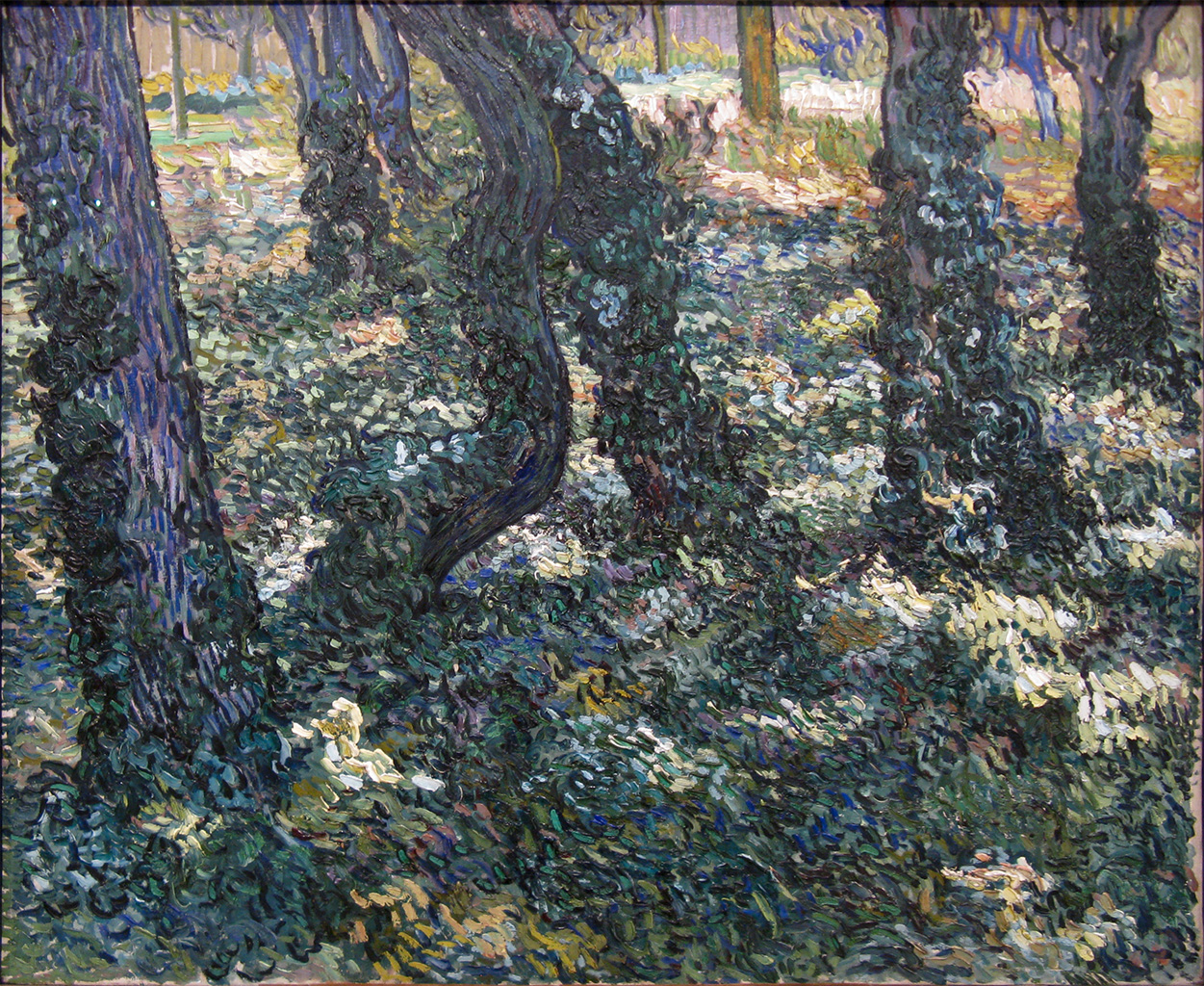
Bụi cây và thường xuân, tháng 7, 1889, Bảo tàng Van Gogh, Amsterdam (F746)
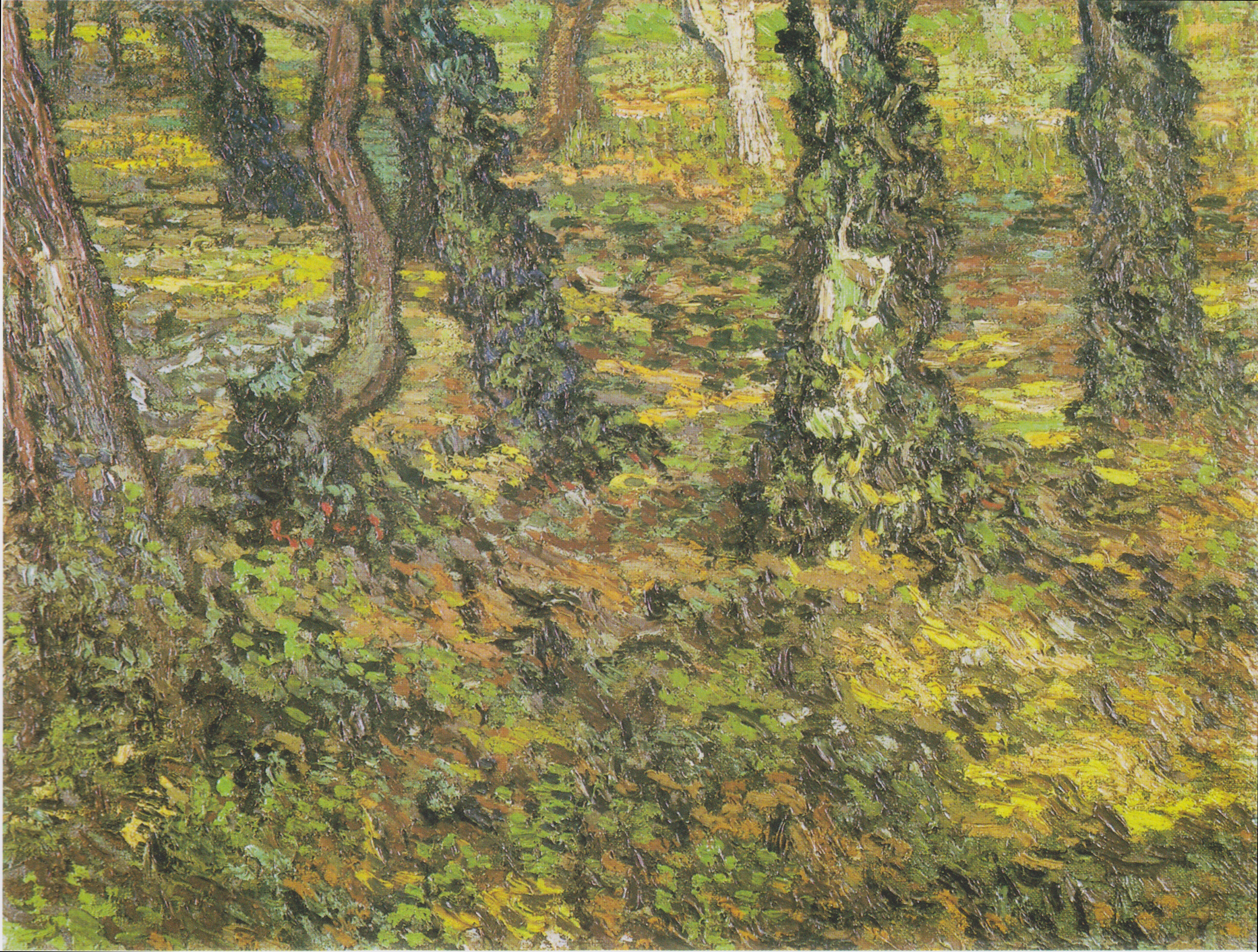
Thân cây và thường xuân, 1889, Kröller-Müller Museum, Otterlo, Hà Lan (F747)
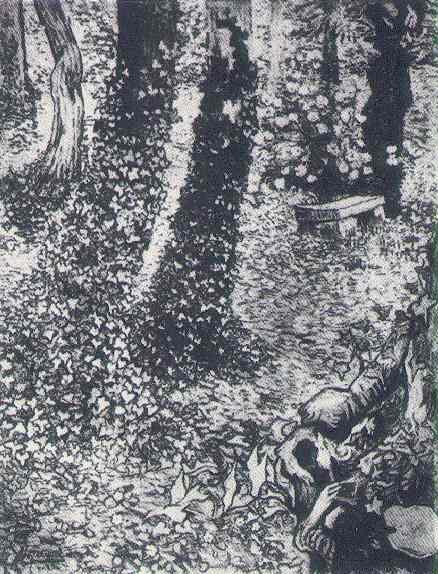
Thường xuân (Góc vườn của bệnh viện Saint-Paul), 1889, 92 x 72 cm, Nay địa điểm không rõ (F609)